# Rue de la Jussienne
La rue de la Jussienne est une voie du 2e arrondissement de Paris, en France.

## Situation et accès

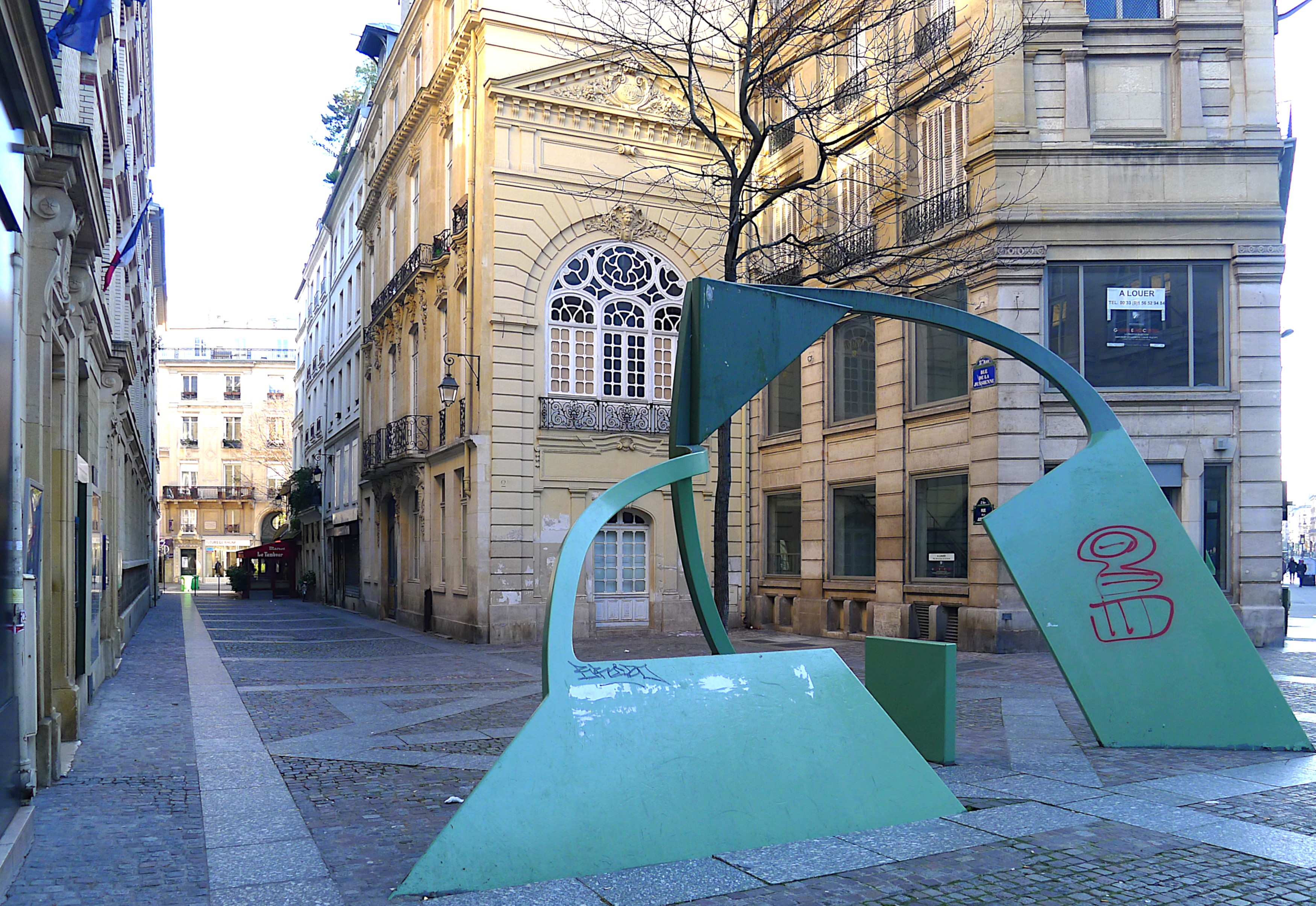
Rue de la Jussienne à l'angle de la rue Etienne-Marcel (2015).

La rue de la Jussienne, orientée nord-est/sud-ouest, est située dans le 2e arrondissement de Paris. Elle débute au 40, rue Étienne-Marcel et se termine 63 mètres au nord au 41 bis-43, rue Montmartre. La rue de la Jussienne ne coupe aucune autre rue.

## Origine du nom
Elle doit son nom à la chapelle de Sainte-Marie-l'Égyptienne, dite par altération « Jussienne, ».

## Historique
Il paraît que son premier nom fut « rue Coq-Héron », parce qu'elle faisait la prolongation de la rue de ce nom.
Elle est citée sous le nom de « rue de la Jussianne » dans un manuscrit de 1636.
On la trouve depuis sous les divers noms de « rue Sainte-Marie-en-l'Égyptienne », « rue de l'Égyptienne-de-Blois », « rue de l'Égyptienne », « rue de la Gypecienne », « rue de la Gipecienne » et, enfin, « rue de la Jussienne ».
Une décision ministérielle du 20 fructidor an XI (7 septembre 1803), signée Chaptal, fixe la largeur de cette voie publique à 8 mètres. En vertu d'une ordonnance royale du 22 août, sa largeur est portée à 10 mètres.

## Bâtiments remarquables et lieux de mémoire

### Chapelle de Sainte-Marie-l'Égyptienne
La chapelle de Sainte-Marie-l'Égyptienne était située au coin de la rue Montmartre et était dédiée à Marie l'Égyptienne.
Cette chapelle qui existait du temps de saint Louis fut reconstruite au XIVe siècle et servit à la communauté des drapiers de Paris.
En 1790, elle devint propriété nationale, fut vendue le 18 décembre 1791 et démolie en juin de l'année suivante.

### Histoire et littérature
La future comtesse du Barry y vécut avec sa mère au début des années 1760.
Cette rue abrita le dernier domicile du poète Nicolas Gilbert, mort en 1780.
Dans le roman de Balzac Le Père Goriot, le héros éponyme évoque avec regret sa jeunesse heureuse passée rue de la Jussienne, auprès de sa femme et de ses deux filles.
Alexandre Dumas consacre un chapitre de La Dame de Monsoreau à l'étymologie de la rue de Jussienne.

## Pour approfondir